# Otto Hoffmann von Waldau

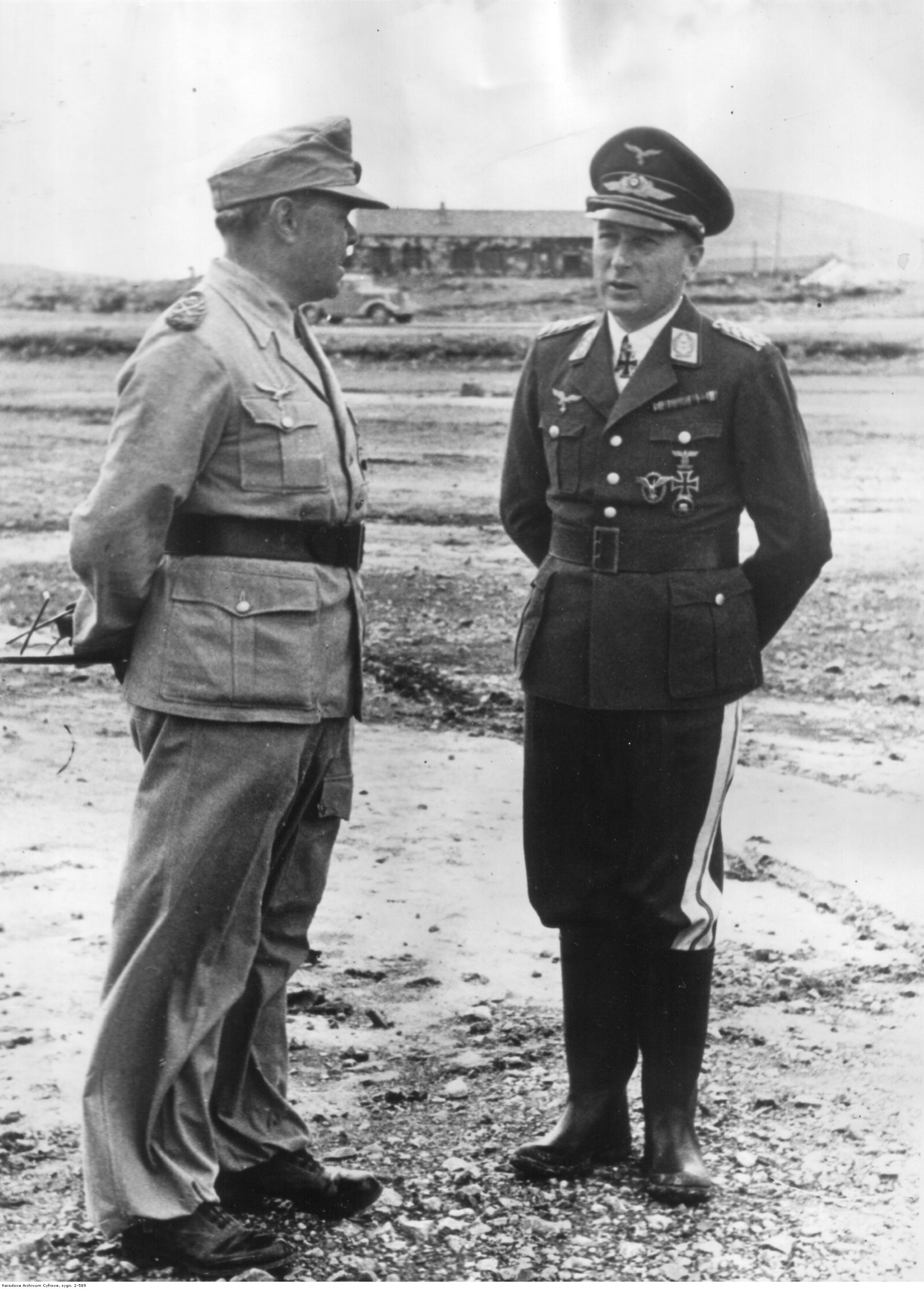
Mareșalul Albert Kesselring conversând cu generalul von Waldau pe aeroportul din Creta (noiembrie 1942)

Otto Hoffmann von Waldau (n. 7 iulie 1898, Bąków⁠(d), Gmina Kluczbork⁠(d), Voievodatul Opole, Polonia – d. 17 mai 1943, Petrici, Blagoevgrad, Bulgaria) a fost un general german care a comandat Corpul 10 Aerian în timpul celui de-al Doilea Război Mondial. A murit într-un accident aviatic pe 17 mai 1943.

## Biografie
S-a născut la 7 iulie 1898 în satul Bankau din Silezia Superioară (azi Bąków, voievodatul Opole, Polonia). Și-a început cariera militară în timpul Primului Război Mondial, înrolându-se ca voluntar la 13 decembrie 1915 în Regimentul 8 Dragoni „König Friedrich III.” (2 Silezian). A fost avansat pe rând la gradele de Fähnrich (27 ianuarie 1917) și Leutnant (22 martie 1917) și a îndeplinit atribuțiile de comandant de pluton (Zugführer) și apoi de ofițer de ordonanță. Pentru activitatea sa a fost decorat cu Insigna neagră pentru răniți și cu ambele clase ale Crucii de Fier.
A rămas în regimentul de dragoni până la încheierea războiului, apoi a fost ofițer de ordonanță în statul major al Diviziei de Cavalerie de Gardă (decembrie 1918 - 30 septembrie 1919) și comandant de pluton în Regimentul 8 Călăreți (1 octombrie 1919 - 1924). În paralel a urmat cursuri de pregătire ca pilot militar în Elveția din 1920 până în 1923. În 1924 a fost transferat ca ofițer fotograf (Bildoffizier) în statul major al Diviziei a III-a de la Berlin și a fost avansat la gradul de Oberleutnant la 1 august 1925. A urmat apoi cursuri de pregătire pentru comandanți adjuncți organizate de statul major al Diviziei a III-a (1 octombrie 1928 - 30 septembrie 1930) și de statul major al Diviziei a VII-a și Ministerul Apărării Reich-ului (RKW) (1 octombrie 1930 - 30 septembrie 1931). A servit apoi, din octombrie 1931, în statul major al Regimentului 3 Călăreți (Prusaci) din Rathenow.
În februarie 1932 a fost transferat în Ministerul Apărării Reichului (RWM) și a fost avansat la gradul de Rittmeister la 1 martie 1933. În anul 1933 a fost detașat în cadrul Ambasadei Germaniei de la Roma, unde a devenit la 1 aprilie 1935 atașat aeronautic, fiind transferat tot atunci în serviciul Luftwaffe. A fost rechemat în Germania la 1 iunie 1935 și numit referent în Statul Major General al Luftwaffe; două luni mai târziu, la 1 august 1935, a fost avansat la gradul de maior (Major).
A fost avansat la 1 octombrie 1936 la gradul de locotenent-colonel (Oberstleutnant) și a îndeplinit apoi funcțiile de comandant al Grupului 1 al Escadrilei 153 Bombardiere (1 octombrie 1936 - 30 septembrie 1937), șef al Secției 3 a Statului Major General al Luftwaffe (1 octombrie 1937 - 31 ianuarie 1938), șef al Secției de pregătire a personajului a Statului Major General al Luftwaffe (1 februarie 1938 - 31 ianuarie 1939) și șef al Secției Operații a Statului Major General al Luftwaffe (1 februarie 1939 - 10 aprilie 1942). După izbucnirea celui de-al Doilea Război Mondial, a fost avansat la 22 septembrie 1939 la gradul de colonel (Oberst). În calitatea de șef al Secției Operații al Luftwaffe a fost responsabil cu organizarea Operațiunii Paula, care urmărea distrugerea aviației franceze în cursul Bătăliei Franței. În această perioadă a fost avansat la gradele de general-maior (Generalmajor) la 19 iulie 1940 și general-locotenent (Generalleutnant) la 1 martie 1942.
La 12 aprilie 1942 generalul Waldau a fost numit comandant al unităților aviatice germane din Africa (Fliegerführer Afrika) și a îndeplinit această funcție până la 30 august 1942. Pentru realizările sale din Africa de Nord, el a fost distins cu Crucea de Cavaler a Crucii de Fier la 28 iunie 1942. La 30 august 1942 a fost numit general comandant al Corpului 10 Aerian, cu cartierul general la Atena, aerian X al Atenei și la 1 ianuarie 1943 a devenit șef al Comandamentului Luftwaffe din Sud-Est. La 30 ianuarie 1943 a fost avansat la gradul de general de aviație (General der Flieger).
A decedat la 17 mai 1943 în urma prăbușirii avionului său din cauza unui defect tehnic în apropierea orașului Petrici din sud-vestul Bulgariei.

## Decorații
- Crucea de Fier (1914) cl. a II-a și cl. I[4]
- Insigna neagră pentru răniți[4]
- Medalia pentru serviciu îndelungat în Wehrmacht cl. IV-I
- Crucea de Fier cu barete (1939) cl. a II-a și cl. I
- Crucea de onoare a Războiului Mondial 1914/1918
- Insigna de pilot-observator
- Ordinul „Coroana României” cu spade în gradul de Mare Ofițer (5 ianuarie 1942) „pentru activitatea ce a depus la Marele Cartier General, contribuind într'o largă măsură la conducerea operațiunilor în lupta contra bolșevismului, ducând aviația la victorie”[6]
- Ordinul Crucea Libertății cl. I cu spade (Finlanda, 25 martie 1942)
- Crucea de Cavaler a Crucii de Fier (28 iunie 1942) ca Generalleutnant și Fliegerführer Afrika[2][7]
- Banda de braț Afrika

## Imagini

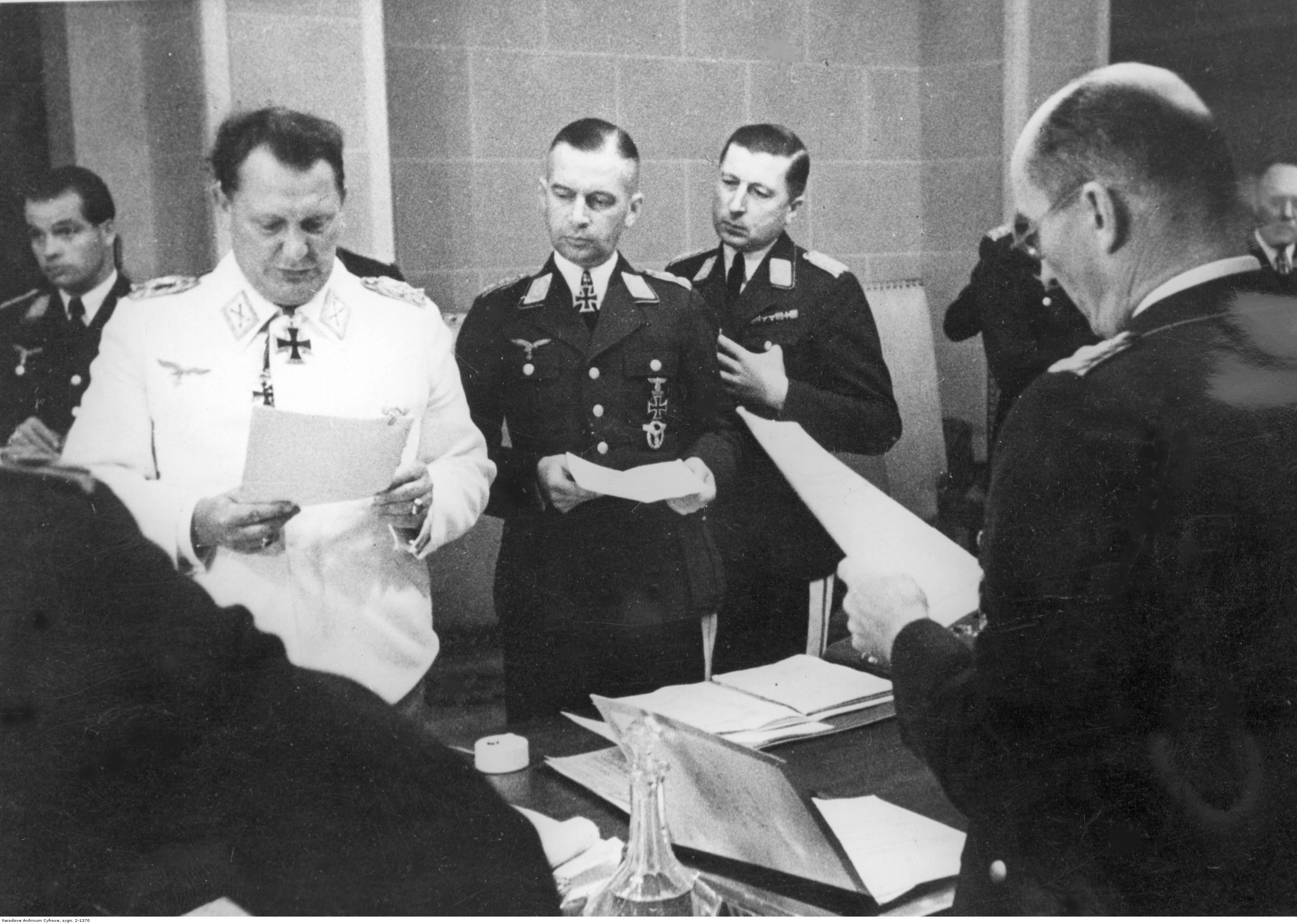
Emiterea unui ordin pentru trupele germane de pe Frontul de Est. De la stânga la dreapta: mareșalul Göring și generalii Jeschonnek, Waldau și Kastner-Kirdorf (iunie 1941).
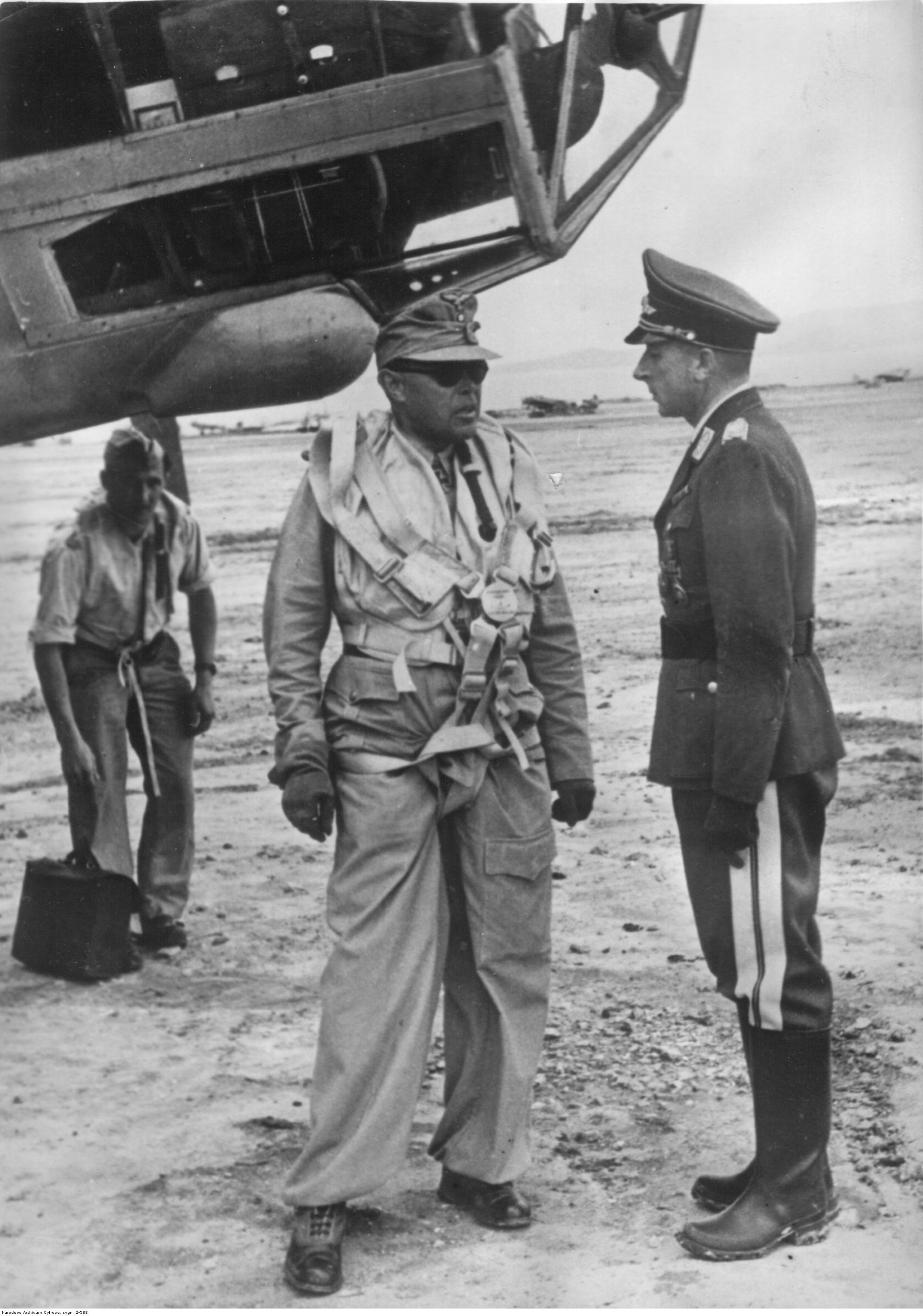
Mareșalul Kesselring și generalul Waldau pe aeroportul din Creta (1942)